# Pallavolo ai XII Giochi del Sud-est asiatico
La pallavolo ai XII Giochi del Sud-est asiatico si è disputata durante la XII edizione dei Giochi del Sud-est asiatico, che si è svolta a Singapore, in Singapore, nel 1983.

## Podi
| Evento                         | Oro       | Argento   | Bronzo    |
| Pallavolo maschile (dettagli)  | Birmania  | Indonesia | Filippine |
| Pallavolo femminile (dettagli) | Indonesia | Filippine | Malaysia  |